# Cumuleno

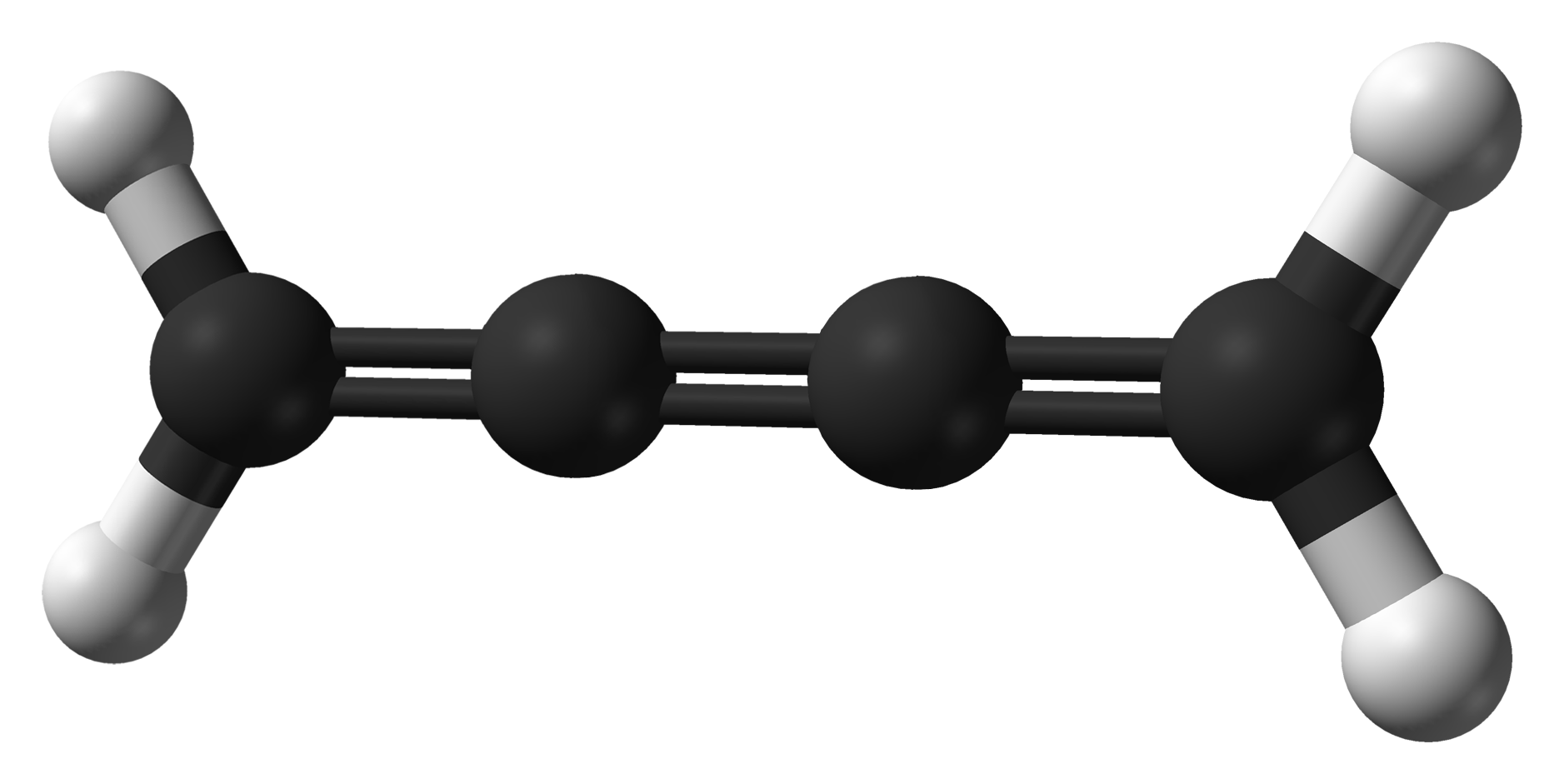
1,2,3-Butatrieno, o mais simples cumuleno.

Um cumuleno é um hidrocarboneto com três ou mais ligações duplas cumulativas (consecutivas). Eles são análogos a alenos, apenas tendo uma cadeia mais extensa. A mais simples molécula nesta classe é o butatrieno (H2C=C=C=CH2), o qual é chamado simplesmente cumuleno. Ao contrário da maioria dos alcanos e alquenos, cumulenos tendem a possuirem moléculas rígidas, comparáveis a alquinos, o que os torna atraentes para o camo da nanotecnologia molecular. Poliinos são outro tipo de de cadeias de carbono rígidas. Cumulenos são encontrados em regiões do espaço onde o hidrogênio é raro (ver astroquímica). Cumulenos contendo heteroátomos são chamados heterocumulenos; um exemplo é subóxido de carbono.